# Prolepsis tristis
Prolepsis tristis là một loài ruồi trong họ Asilidae. Prolepsis tristis được Walker miêu tả năm 1851.